# Attention Kasimir
Att: Kasimir er en kortfilm instrueret af David Metz efter manuskript af David Metz.

## Handling
Hver dag i et mørkt kontor eller en fængselscelle, modtager en mand en konvolut med et bånd i. Båndet indeholder elektroniske lyde som manden oversætter til kode på en gammel skrivemaskine. En dag hører manden en familiær stemme på båndet og begynder at sætte spørgsmålstegn ved sit "arbejde".